# マイルストーンズ (マイルス・デイヴィスの曲)
「マイルストーンズ」(Milestones) は、マイルス・デイヴィスが書いたジャズの楽曲。1958年のアルバム『マイルストーンズ』で発表された。以来この曲は、ジャズのスタンダード曲となった。「マイルストーンズ」は、マイルスがモード奏法による作曲を試みた最初の作例であり、この曲における実験は1959年のアルバム『カインド・オブ・ブルー』に収録された、「ソー・ホワット (So What)」の作曲につながった。この曲のモードは、16小節のGドリアンに続いて、16小節のAエオリアンを経て、8小節のGドリアンに戻り、以上の進行が繰り返される。
最初にプレスされたアルバムにおける元々のタイトルは、「マイルス (Miles)」であったが、程なくして「マイルス」ではなく「マイルストーンズ」という名で言及されるようになった。このため、その後のアルバムでは曲名が変更された。
「マイルストーンズ」を演奏したミュージシャンは、以下の通り。
- マイルス・デイヴィス – トランペット
- キャノンボール・アダレイ – アルト・サクソフォーン
- ジョン・コルトレーン – テナー・サクソフォーン
- レッド・ガーランド – ピアノ
- ポール・チェンバース – ダブル・ベース
- フィリー・ジョー・ジョーンズ – ドラムス

ソロは、アダレイ、デイヴィス、コルトレーンがとっている。

## 1947年の曲
「マイルストーンズ」という曲名は、マイルス・デイヴィスがチャーリー・パーカーと演奏していたときにジョン・ルイスがデイヴィスのために書き、クレジットがデイヴィスになっている別の曲のタイトルでもある。この曲は、より有名な同名異曲とは、音楽的には無関係である。